# Эльстон, Лев Михайлович
Лев Михайлович Эльстон (12 (24) февраля 1900 — 3 августа 1986) — советский театральный режиссёр. Заслуженный деятель искусств Крымской АССР (1945).

## Биография
Родился 12 (25) февраля 1900 года. В 1921 году окончил в Одессе драматическую студию под руководством Н. И. Собольщикова-Самарина. С 1922 года работал режиссёром в театрах.
В 1924—1936 годах руководил Уральским рабочим реалистическим театром. В 1937—1944 годах — драматическим театром в Тамбове (также являлся основателем Тамбовского отделения Всероссийского театрального общества), в 1944—1949 — в Симферополе Симферопольским русским театром драмы и комедии, в 1949—1953 — в Кирове, в 1953—1958 — в Орле, в 1958—1962 — в Гомельском театре.

## Творчество

### Постановки
- 1945 — «Победители» Б. Чирскова
- 1947 — «Человек с ружьём»
- 1950 — «Макар Дубрава» А. Корнейчука
- 1951 — «Семья» Попова
- 1952 — «Ромео и Джульетта» У. Шекспира
- 1952 — «Женитьба» Н. Гоголя
- 1953 — «Двенадцатая ночь» У. Шекспира
- 1953 — «Канун грозы» Маляревского
- 1953 — «Дорогой бессмертия» В. Брагина и Г. Товстоногова
- 1955 — «Дон Карлос»
- 1956 — «Принцесса Турандот» К. Гоцци
- 1956 — «Кремлёвские куранты» Н. Погодина
- 1957 — «Крепостные актёры» Ульянинского
- 1957 — «Интервенция» Л. Славина
- 1958 — «Угрюм-река» по роману В. Шишкова
- 1959 — «Собака на сене» Лопе де Вега
- 1960 — «Человек в отставке» А. Софронова
- 1962 — «Океан» А. Штейна
- 1962 — «Именем Революции» М. Шатрова